# Stávros Malás
Stávros Malás (en grec moderne : Σταύρος Μαλάς), né le 10 juin 1967 à Famagouste, est un homme politique chypriote membre du Parti progressiste des travailleurs (AKEL).

## Biographie
Il est conseiller spécial de la commissaire européenne à la Santé Androúlla Vassilíou entre 2008 et 2009.
Il devient ministre de la Santé lors du remaniement du gouvernement du président de la République Dimítris Khristófias le 5 août 2011.

### Deux échecs présidentiels
Il est investi le 7 septembre 2012 candidat de l'AKEL à l'élection présidentielle du 17 février 2013. Il démissionne du gouvernement le 15 octobre suivant. Il recueille au premier tour 26,91 % des voix et se qualifie ainsi pour le second tour face au candidat du DISY Níkos Anastasiádis, devançant de moins de deux points le candidat de l'EDEK Giórgos Lillíkas. Totalisant 42,52 % des suffrages exprimés le 24 février, il est clairement défait par son Anastasiádis.
Le Parti progressiste des travailleurs le choisit à nouveau comme candidat pour l'élection présidentielle du 28 janvier 2018. Les sondages le donnent au coude-à-coude pour la deuxième place avec le candidat du DIKO Nikólas Papadópoulos. À l'issue du vote, il rassemble 30,24 % des voix et accède au second tour, se trouvant une nouvelle fois opposé à Níkos Anastasiádis. Ce dernier l'emporte avec 55,99 % des exprimés une semaine plus tard.